# Erwin Bücken
Karl Erwin Bücken (* 25. Juli 1910 in Luzern; † 15. April 2005 in Overath) war ein deutscher Dichterarzt. In den 1930er Jahren gehörte er zur Künstlergemeinschaft Rheinische Gruppe.

## Leben
Erwin Bücken war der Sohn des deutschen Musikwissenschaftlers Ernst Bücken und einer flämischen Mutter. Nach ersten Kinderjahren in der Schweiz und München wuchs er in Köln auf. Nach dem Besuch des Gymnasiums Köln-Nippes studierte Bücken an der Universität zu Köln Medizin. Das Studium wurde 1933 abgeschlossen. 1937 wurde er dort zum Dr. med. promoviert. Nach dem Studium übte er eine fünfjährige psychiatrische Tätigkeit in Bonn und Leipzig aus. 1938 kehrte er nach Köln zurück und vollzog einen Wechsel von der Psychiatrie zur Inneren Medizin. Als Oberarzt erlebte er die Zerstörung Kölns. Er wurde an die Westfront kommandiert und verwundet. Danach ging er nach Overath. Er war von 1945 bis 1961 als Internist und Chefarzt im Krankenhaus „Maria Hilf“ in Marialinden tätig. Das Krankenhaus wurde 1961 wegen Mangel an Pflegepersonal geschlossen. Danach arbeitete er als Internist in einer eigenen Praxis und betreute u. a. benachteiligte Kinder und Jugendliche in der "Einrichtung Maria Schutz" in Overath. Nachdem er sich aus dem Berufsleben zurückgezogen hatte, widmete er sich verstärkt seiner dichterischen und schriftstellerischen Tätigkeit.
Bücken veröffentlichte zahlreiche medizinische Arbeiten. Er veröffentlichte zudem Gedichte, die u. a. von Wilhelm Theopold in dessen Anthologie Doktor und Poet dazu (1986) gewürdigt wurden, und korrespondierte mit Albrecht Fabri.
Gemäss Wilhelm Theopold liebte Bücken „die Symbolik, deren Deutung er der Phantasie des Lesers überläßt“.

## Werke
- Die multiple Sklerose unter besonderer Berücksichtigung ihrer Therapie. Diss. Köln 1937. (DNB 571877257)
- Über die Bestimmung des Arztes – Dokumente. Köln, 1941
- Gedichte. Overath, 1975
- Die violette Harfe – Gedichte. Dortmund, 1985
- Die eingemauerte Schuld. Hagen, 1986
- Die Zähne des Windes. Hagen, 1990
- Die Mythe wandelt. Gedichte. Köln, 1994
- Auswahl in: Erwin Bücken (1910). Kurzbiografie und Gedichte. In: Wilhelm Theopold: Doktor und Poet dazu: Dichterärzte aus fünf Jahrhunderten. Mainz: Kirchheim, 1986, S. 366–369. ISBN 3-87409-024-8
- Auswahl in: Kölner Bucht – Natur und Unnatur, Wolkenstein-Verlag, Köln 1990, ISBN 3-927861-08-1
- Auswahl in: Narren und Co., Wolkenstein-Verlag, Köln 1991, ISBN 3-927861-10-3